# Treamcast
Il Treamcast è una console non ufficiale per videogiochi, realizzata partendo dalla console giapponese della SEGA chiamata Dreamcast, e dotata di monitor LCD incorporato. Può leggere VCD, SVCD, CD con MP3, giochi per Dreamcast americani (NTSC-U) e naturalmente qualsiasi gioco copiato su CD, utilizzando l'Utopia Boot Disk, oppure usando giochi autopartenti di qualsiasi nazionalità.

## Informazioni generali
All'alba del 2003, ad Hong Kong, luogo in cui è possibile da sempre trovare stranezze elettroniche d'ogni tipo, alcuni membri di un famoso negozio on-line di console, videogiochi e accessori riguardanti lo svago elettronico restarono sbalorditi nel vedere che era stato messo in vendita, nelle strade di Sham Shui Po, una versione pirata della nota console della SEGA, il Dreamcast.
La produzione e diffusione di questa macchina era stata abbandonata dalla SEGA nei primi mesi del 2001, a causa della cattiva gestione delle risorse economiche da parte di Sega. Nel suo breve periodo infatti riscosse un discreto successo che non ne giustificava l'abbandono. Ma a causa della battaglia con Sony e dei fondi dedicati allo sviluppo di giochi sempre più evoluti, Sega arrivò a vedere i propri conti in rosso e neppure la cospicua donazione di Isao Okawa (uno degli uomini più ricchi del Giappone e Presidente di Sega Enterprises Ltd.) riuscì a dare ossigeno alla compagnia che per sopravvivere fu costretta a dismettere la produzione di hardware. Si risolleverà poi alcuni anni più tardi grazie alla fusione con Sammy dalla quale ritroverà finalmente il piacere di bilanci in attivo.
Dopo due anni dall'ufficiale “morte” del Dreamcast, l'apparizione di una sua versione pirata, il Treamcast, rappresentò una svolta nella vita della console solo per i più fedeli fan della stessa.
Questo Treamcast non è una semplice versione modificata del Dreamcast in quanto vi apporta notevoli cambiamenti: La struttura in plastica è molto più piccola, anche se l'hardware interno sembra essere rimasto uguale all'originale Dreamcast, la grandezza può essere paragonata a quella di un GameCube.
Il Treamcast possiede uno schermo TFT richiudibile a colori con una definizione più che soddisfacente. In pratica, si tratta di una console che non necessita di essere connessa ad un televisore per funzionare. Il Treamcast, tuttavia, non è un vero "Dreamcast portatile", dal momento che non possiede una batteria interna né la possibilità di funzionare con batterie ricaricabili o altro. Questo Dreamcast "mutante" è però dotato di un alimentatore per le comuni prese della corrente e di uno per connetterlo agli accendisigari. In altre parole, l'idea è quella di usarlo in un qualsiasi posto di villeggiatura in cui vi sia la presa della corrente oppure in automobile, dando ai passeggeri la possibilità di passare il tempo in maniera divertente.

## Caratteristiche tecniche
- Schermo LCD Luminoso con regolazione del volume e della luminosità.
- Casse interne
- Adattatore per le cuffie
- Slot per il modem
- Slot per la connessione ad un Televisore (Si possono usare i normali cavi per DC, ad esempio, AV, S-Video, etc).
- A meno che non lo si modifichi, può eseguire solo giochi NTSC-U e giochi copiati.

Il Treamcast possiede una piccola ventola laterale per il raffreddamento.
L'adattatore per la corrente incluso è notevole, supporta qualsiasi tensione da 110V a 220V con un incredibile amperaggio di 2,8A. Anche questo adattatore è dotato di ventola per il raffreddamento.
Nella confezione sono inclusi due controller simili a quelli per il Sega Mega Drive, privi di slot per le memory card (o VMU). In compenso, è possibile collegare al Treamcast qualunque controller compatibile con l'originale Dreamcast.
Il cavo per TV non è incluso, dal momento che la console possiede uno schermo incorporato.
Nella confezione è incluso anche un VCD/MP3 player con telecomando e disco partente. Funziona tramite un ricevitore a infrarossi che si connette alle porte dei controller e comunica con il telecomando.
La custodia, di colore nero e con una grossa scritta Arancione Treamcast nel mezzo è progettata per contenere tutto l'essenziale per giocare in viaggio: la console, i controller, il VCD/MP3 player e dispone anche di numerosi vani per i CD.
Questa console modificata è facilmente rintracciabile in internet. Ormai è discretamente diffusa in tutti i paesi, dal momento che qualche isolato negozio ha deciso per la sua esportazione.